# Inter Leipzig
Der Fußballclub International Leipzig e. V., kurz Inter Leipzig, ist ein Fußballverein aus Leipzig, dessen erste Herrenmannschaft sieben Jahre lang in der Oberliga Nordost spielte. Seit 2023 nimmt der Verein nicht mehr am Spielbetrieb teil.

## Geschichte

### Vereinsgründung
Der Verein wurde am 29. August 2013 gegründet. Der frühere Leipziger Oberbürgermeister und aktuelle Thüringer Wirtschafts- und Wissenschaftsminister, Wolfgang Tiefensee, ist Mitglied im Wirtschaftsrat des Vereins. Um das Spielrecht für die sechstklassige Sachsenliga zu erhalten, schloss sich Inter Leipzig mit der ausgegliederten Fußballmannschaft des seinerzeit insolventen SV See 90, eines Vereins aus See bei Niesky, zusammen und übernahm dessen Startplatz. Zuvor war ein Versuch gescheitert, das Spielrecht durch den Zusammenschluss mit dem TuS Leutzsch 1990 zu erhalten.

### Sachsenliga
| Saison                                          | Liga             | Platz | Tore  | Punkte | Sachsenpokal  |
| ----------------------------------------------- | ---------------- | ----- | ----- | ------ | ------------- |
| 2014/15                                         | Sachsenliga      | 2.    | 66:34 | 59     | Viertelfinale |
| 2015/16                                         | Oberliga Nordost | 2.    | 71:29 | 63     | Achtelfinale  |
| 2016/17                                         | Oberliga Nordost | 7.    | 45:38 | 43     | 2. Runde      |
| 2017/18                                         | Oberliga Nordost | 2.    | 59:21 | 62     | Viertelfinale |
| 2018/19                                         | Oberliga Nordost | 4.    | 50:22 | 53     | 2. Runde      |
| 2019/20                                         | Oberliga Nordost | 5.    | 33:17 | 29     | Halbfinale    |
| 2020/21                                         | Oberliga Nordost | 11.   | 13:15 | 10     | Achtelfinale  |
| 2021/22                                         | Oberliga Nordost | 16.   | 43:76 | 28     | 3. Runde      |
| 2022/23                                         | Sachsenliga      |       |       |        | 1. Runde      |
| grün unterlegt: Aufstieg rot unterlegt: Abstieg |                  |       |       |        |               |

Zur Saison 2014/15 nahm der FC Inter Leipzig unter seinem Trainer Heiner Backhaus den Spielbetrieb auf und bestritt sein erstes Pflichtspiel im Sachsenpokal mit einem 2:0-Sieg gegen den SV Lipsia Eutritzsch. Den ersten Punktspiel-Sieg seiner Geschichte konnte sich Inter Leipzig mit einem 2:0 gegen den VfL 05 Hohenstein-Ernstthal sichern. Im Oktober 2014 kam es zu Streitigkeiten zwischen dem FC Inter und dem SV Wacker Leipzig, dem Hauptpächter im Mariannenpark, woraufhin der Wacker-Präsident Holger Drendel den Zugang zum Sportplatz verweigerte. Der FC Inter, Unterpächter eines Platzes, erwirkte daraufhin eine einstweilige Verfügung und ließ das Torschloss von der Polizei öffnen. Ohne Baugenehmigung errichtete der FC Inter im März 2017 ein Gebäude auf der Sportanlage Mariannenpark. Im Sachsenpokal erreichte die Mannschaft das Viertelfinale, wo sie gegen den FSV Zwickau mit einer 0:2-Niederlage ausschied. Die Sachsenliga-Saison beendete die Mannschaft mit einem 7:0-Sieg gegen den Heidenauer SV als Vizemeister hinter dem Bischofswerdaer FV 08 und stieg damit in die Oberliga Nordost auf, in der sie sich anschließend sieben Jahre hielt.

### Oberliga
Zu Beginn der Saison 2015/16 ging der Verein eine Kooperation mit der Nachwuchsabteilung des SV Fortuna Leipzig ein. Der Verein strebte nach eigener Aussage eine Rolle als Ausbildungsverein und Sprungbrett für junge Spieler an. So wechselte beispielsweise der Hinrunden-Top-Torschütze Kai Druschky in der Winterpause 2015/16 zu Rot-Weiss Essen in die Regionalliga West. Für die erste Oberliga-Saison wurde der Klassenerhalt als Ziel angegeben. Tatsächlich beendete die Mannschaft die Saison auf Platz 2. Im Juli 2015 stellte Inter Leipzig ein neues Vereinslogo vor. Dieses zierte von nun an, anstatt eines Einhorns, der Kopf eines Löwen, dem Wappentier Leipzigs. In der Sommerpause nach der ersten Oberliga-Saison wurde bekannt, dass der Verein den Bau eines eigenen Stadions plante. Die Spielstätte auf dem Gelände des ehemaligen Leipziger Postbahnhofs sollte bis zu 3000 Zuschauern Platz bieten. Letzte Spielstätte war das Hafenstadion in Torgau. Im Sachsenpokal 2019/20 konnte man erstmals das Halbfinale erreichen, in welchem der Verein mit 0:3 am späteren Sieger, dem Chemnitzer FC, scheiterte. In der Saison 2021/22 stieg der Verein nach sieben Jahre Oberligazugehörigkeit in die Sachsenliga ab. Durch eine 0:11-Niederlage gegen den FC Rot-Weiß Erfurt am letzten Spieltag wurde Inter Leipzig vom FSV Wacker 90 Nordhausen eingeholt, der parallel Unentschieden spielte.

### Sachsenliga und Rückzug
Im Januar 2023 beschloss die Vereinsführung, wegen der ungünstigen Trainings- und Spielbedingungen die Erste Mannschaft mit sofortiger Wirkung aus dem Spielbetrieb der Sachsenliga zurückzuziehen.

## Weitere Mannschaften
Zusätzlich zum Oberliga-Team unterhielt der Verein eine zweite Herrenmannschaft (U23), die bis zur Einstellung des Spielbetriebs in der 2. Kreisklasse im Kreis Leipzig spielte. Zudem gehörten acht Nachwuchsmannschaften von den G- bis A-Junioren zum Verein.

## Bekannte Spieler
- Marcelo Freitas (2015–2016)
- Kimmo Hovi (2016–2018)
- Bastian Strietzel (2018–2019)

## Alle Trainer
- Heiner Backhaus (2014–2019)
- Zoran Levnaić (2019–2021)
- Carsten Hänsel (2021–2022)
- Arvid Schröpfer (2022–2023)